# Niccolò di Lesbo

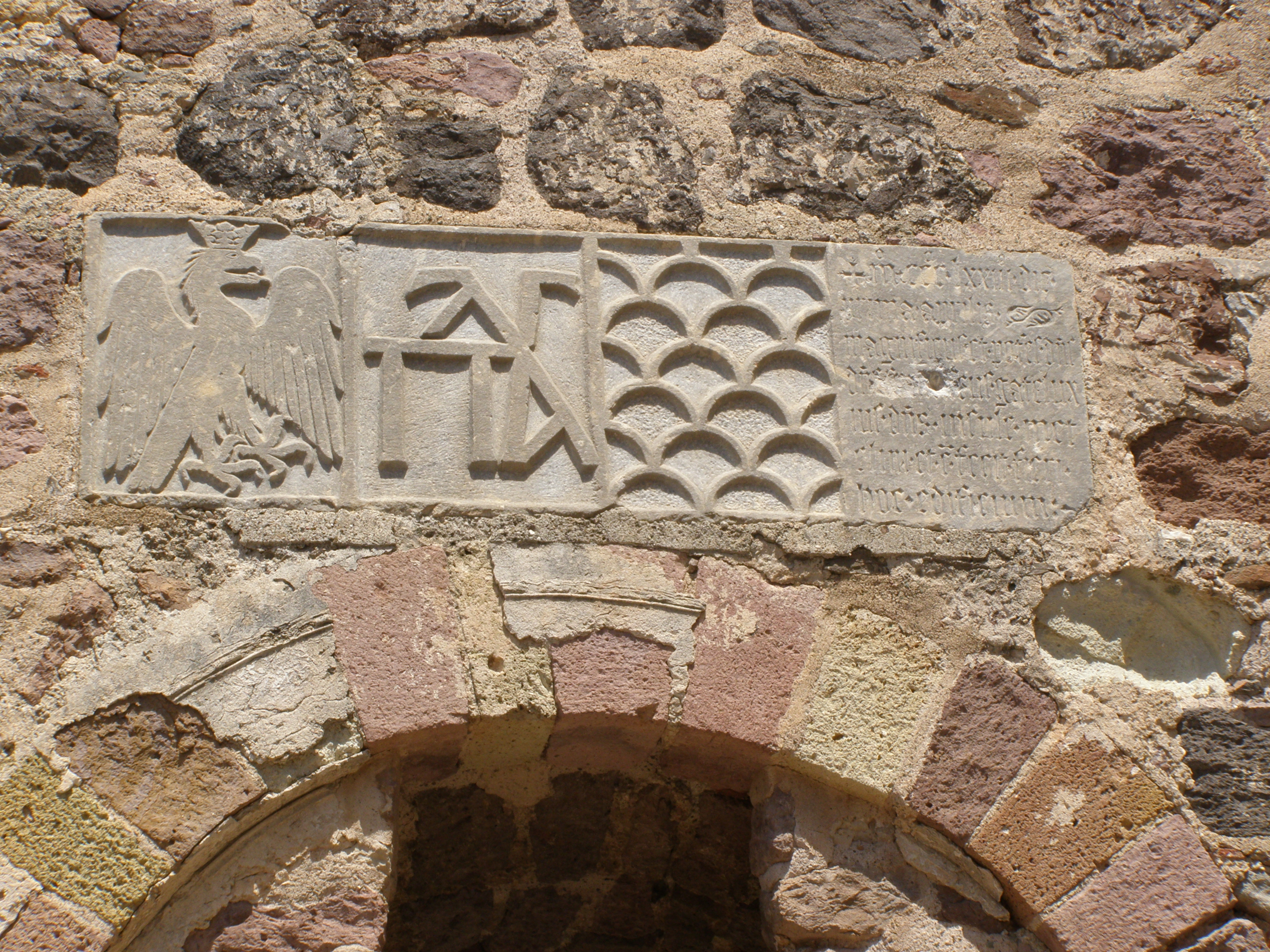
Bassorilievo sul Castello di Mitilene, che mostra l'aquila dei Doria a sinistra, il monogramma di famiglia dei Paleologi al centro e lo stemma dei Gattilusio a destra

Niccolò Gattilusio, o Niccolò di Lesbo, (probabilmente a Foceavecchia, dopo il 1420 – Costantinopoli, fine del 1462), è stato un nobile italiano che fu l'ultimo signore di Lesbo.

## Biografia
Era il più giovane dei figli del signore di Lesbo, Dorino I Gattilusio, e di Orietta Doria.
Dopo la morte del padre, il 30 giugno 1455, suo fratello maggiore Domenico gli succedette come Arconte di Lesbo. Niccolò collaborò con suo fratello quale governatore di Lesbo e, in seguito, di Lemnos. Il suo governo tirannico fece sì che gli abitanti di Lemnos esigessero dal sultano ottomano Maometto II, alla cui sfera di influenza appartenevano i possedimenti dei Gattilusio dopo la fine dell'Impero bizantino nel 1453, l'istituzione di un governatore ottomano. Alla fine si arrivò all'insurrezione degli isolani contro Niccolò e in seguito all'occupazione di Lemnos da parte delle truppe ottomane. Niccolò fuggì da suo fratello Domenico a Lesbo.
Con il pretesto di impedire il passaggio di Lesbo agli Ottomani, e con l'aiuto del cugino Luchino depose il fratello maggiore Domenico, lo gettò in prigione e lo fece strangolare.
Nonostante il fratello avesse preso impegni con il Sultano per combattere i pirati presenti sulla costa dell'Asia Minore, Niccolò li sostenne e diede loro rifugio nei suoi porti, in cambio di quote del bottino e partecipando al commercio degli schiavi catturati dai pirati che furono inizialmente deportati a Lesbo.
Il sultano ottomano Maometto II usò l'accusa riguardo l'uccisione di Domenico come pretesto per invadere Lesbo, ma secondo Franz Babinger, la vera motivazione di Maometto era la protezione che Niccolò offriva ai pirati catalani. Nel 1462 Maometto marciò da Costantinopoli alla testa di un distaccamento di giannizzeri attraverso l'Anatolia per Assos (vicino alla moderna Behram Kõy), dove il 1º settembre fu accolto da una flotta che trasportava il resto delle suo forze, dopo di che attraversò il braccio di mare per Lesbo. Per prima cosa le sue truppe devastarono la campagna, sperando che ciò avrebbe intimidito Niccolò e lo avrebbe spinto ad arrendersi; ma Niccolò si affidò alle fortificazioni della città di Mitilene e alla sua guarnigione di 5.000 soldati, rinforzati da 70 cavalieri di Rodi e 110 mercenari catalani e annunciò che avrebbe resistito. Maometto organizzò l'assedio di Mitilene: dopo quattro giorni di schermaglie preliminari, Maometto ordinò che la città fosse bombardata con i sei giganteschi cannoni che aveva portato con sé. Il danno causato da questi cannoni non poteva essere riparato, e quando i giannizzeri penetrarono nella città. Niccolò fu costretto ad ammettere la sua sconfitta. Si arrese con Mitilene e il resto dell'isola.
Niccolò fu portato a Costantinopoli come prigioniero, insieme alla maggior parte della sua famiglia. Lì si convertì a Islam e fu rilasciato. La sorella Maria Gattilusio, vedova di Alessandro (fratello dell'imperatore Davide II di Trebisonda), di cui fu detto che era molto bella, entrò nell'harem imperiale. Suo figlio Alexios divenne paggio e, come riferiscono alcune fonti, uno dei preferiti del sultano, ma sembra che sia stato decapitato poco dopo.
Maometto scoprì che uno dei suoi paggi preferiti, che era fuggito da lui qualche tempo prima, ero diventato cristiano e incluso nel seguito di Niccolò. Questa notizia fece indignare Maometto e sembra che ne abbia affrettato la condanna a morte. Lui e il cugino Luchino furono strangolati con una corda di arco a Costantinopoli, lo stesso metodo che lui aveva usato per il fratello.

## Ascendenza
|                                           |   |                                   | Genitori                                    |  |  | Nonni |  |  | Bisnonni                                 |  |  | Trisnonni     |  |
|                                           |   |                                   |                                             |  |  |       |  |  | Francesco I Gattilusio, signore di Lesbo |  |  | N. Gattilusio |  |
|                                           |   |                                   |                                             |  |  |       |  |  | Francesco I Gattilusio, signore di Lesbo |  |  | N. Gattilusio |  |
|                                           |   | …                                 |                                             |  |  |       |  |  | Francesco I Gattilusio, signore di Lesbo |  |  |               |  |
| Francesco II Gattilusio, signore di Lesbo |   |                                   |                                             |  |  |       |  |  | Francesco I Gattilusio, signore di Lesbo |  |  |               |  |
|                                           |   | Irene Paleologa                   | Andronico III Paleologo, basileus dei Romei |  |  |       |  |  |                                          |  |  |               |  |
|                                           |   | Irene Paleologa                   | Andronico III Paleologo, basileus dei Romei |  |  |       |  |  |                                          |  |  |               |  |
|                                           |   | Irene Paleologa                   | Anna di Savoia                              |  |  |       |  |  |                                          |  |  |               |  |
| Dorino I Gattilusio, signore di Lesbo     |   | Irene Paleologa                   |                                             |  |  |       |  |  |                                          |  |  |               |  |
|                                           |   | Dorino II Doria, signore di Loano | Dorino I Doria, signore di Loano            |  |  |       |  |  |                                          |  |  |               |  |
|                                           |   | Dorino II Doria, signore di Loano | Dorino I Doria, signore di Loano            |  |  |       |  |  |                                          |  |  |               |  |
|                                           |   | Dorino II Doria, signore di Loano | Ginevra N.                                  |  |  |       |  |  |                                          |  |  |               |  |
| Valentina Doria                           |   | Dorino II Doria, signore di Loano |                                             |  |  |       |  |  |                                          |  |  |               |  |
|                                           |   | Violante Doria                    | Brancaleone II Doria, conte di Monteleone   |  |  |       |  |  |                                          |  |  |               |  |
|                                           |   | Violante Doria                    | Brancaleone II Doria, conte di Monteleone   |  |  |       |  |  |                                          |  |  |               |  |
|                                           |   | Violante Doria                    | Eleonora, giudicessa d'Arborea              |  |  |       |  |  |                                          |  |  |               |  |
| Niccolò Gattilusio, signore di Lesbo      |   | Violante Doria                    |                                             |  |  |       |  |  |                                          |  |  |               |  |
|                                           | … | …                                 |                                             |  |  |       |  |  |                                          |  |  |               |  |
|                                           | … | …                                 |                                             |  |  |       |  |  |                                          |  |  |               |  |
|                                           | … | …                                 |                                             |  |  |       |  |  |                                          |  |  |               |  |
| …                                         | … |                                   |                                             |  |  |       |  |  |                                          |  |  |               |  |
|                                           |   | …                                 | …                                           |  |  |       |  |  |                                          |  |  |               |  |
|                                           |   | …                                 | …                                           |  |  |       |  |  |                                          |  |  |               |  |
|                                           |   | …                                 | …                                           |  |  |       |  |  |                                          |  |  |               |  |
| Orietta Doria                             |   | …                                 |                                             |  |  |       |  |  |                                          |  |  |               |  |
|                                           |   | …                                 | …                                           |  |  |       |  |  |                                          |  |  |               |  |
|                                           |   | …                                 | …                                           |  |  |       |  |  |                                          |  |  |               |  |
|                                           |   | …                                 | …                                           |  |  |       |  |  |                                          |  |  |               |  |
| …                                         |   | …                                 |                                             |  |  |       |  |  |                                          |  |  |               |  |
|                                           |   | …                                 | …                                           |  |  |       |  |  |                                          |  |  |               |  |
|                                           |   | …                                 | …                                           |  |  |       |  |  |                                          |  |  |               |  |
|                                           |   | …                                 | …                                           |  |  |       |  |  |                                          |  |  |               |  |
|                                           |   | …                                 |                                             |  |  |       |  |  |                                          |  |  |               |  |